# Ernest Henri de Saxe
Vous pouvez aider à l'améliorer ou bien discuter des problèmes sur sa page de discussion.
- Il ne cite pas suffisamment ses sources. Vous pouvez indiquer les passages à sourcer avec {{référence nécessaire}} ou {{Référence souhaitée}}, et inclure les références utiles en les liant aux notes de bas de page. (Marqué depuis avril 2024)
- Certaines informations devraient être mieux reliées aux sources mentionnées dans la bibliographie ou les liens externes. Améliorez sa vérifiabilité en les associant par des références. (Marqué depuis avril 2024)

- Archive Wikiwix
- Bing
- Cairn
- DuckDuckGo
- E. Universalis
- Gallica
- Google
- G. Books
- G. News
- G. Scholar
- Persée
- Qwant
- (zh) Baidu
- (ru) Yandex
- (wd) trouver des œuvres sur Wikidata

Ernest Henri de Saxe, fils du dernier roi de Saxe, né le 9 décembre 1896 à Dresde et mort le 14 juin 1971 à Neckarhausen, est un membre de la famille royale de Saxe. 

## Biographie
Il est le plus jeune fils du roi Frédéric-Auguste III de Saxe et de Louise-Antoinette de Habsbourg-Toscane. Son père abdique le 13 novembre 1918, mettant fin à la monarchie saxonne.
Le 12 avril 1921, il épouse la princesse Sophie de Luxembourg, fille de Guillaume IV, Grand-Duc de Luxembourg et de l'Infante Marie-Anne de Portugal. De cette union naissent trois fils :
- prince Albrecht Friedrich August Johannes Gregor Dedo de Saxe (Munich, 9 mai 1922 - Radebeul, 6 décembre 2009). Sans alliance ;
- prince Georg Timo Michael Nikolaus Maria de Saxe (Munich, 22 décembre 1923 - Emden, 22 avril 1982). Il épouse le 7 août 1952, Margit Lukas (9 mai 1932 - 6 juin 1957), d'où la naissance de deux enfants. Puis veuf, il épouse le 3 février 1966, Charlotte Schwindack (née le 11 mars 1919). Divorcé, il épouse le 23 mars 1974, Erna Emília Eilts (23 juillet 1921 - 16 février 2010) :
  - Hermann von Sachsen (né le 25 mai 1950), fils illégitime issu d'une liaison avec Erika Montanus. Il épouse le 8 avril 1979, à Bad Aibling, Theophana Aladjov (née le 5 août 1944 à Sofia) :
    - Marie Luise Anne Sophie Katherine von Sachsen (née le 11 septembre 1981 à Palm Beach) ;
    - Maria Helena Elisabeth Viktoria Theophana von Sachsen (née le 5 avril 1983 à Palm Beach) ;
    - Max-Emmanuel Georg August Peter von Sachsen (né le 25 novembre 1984 à Palm Beach) ;
    - Franz-Ferdinand Johannes Christian Peter von Sachsen (né le 22 novembre 1985 à Palm Beach) ;

  - Rüdiger Karl Ernst Timo Aldi de Saxe (Mülheim, 23 décembre 1953 - Moritzburg, 29 mars 2022), marié avec Astrid Linke (Haale, 5 juin 1949 - Stein-Wingert, 22 octobre 1989) :
    - Daniel Timo de Saxe (né le 23 juin 1975 à Duisbourg), marié le 30 juillet 2011 à Moritzburg avec Sandra Scherer (née le 18 octobre 1977 à Uberlingen) :
      - Anna-Catharina Sophie de Saxe (née le 13 janvier 2013) ;
      - Gero Friedrich Johann de Saxe (né le 13 avril 2015 à Dresde) ;

    - Arne Benjamin de Saxe (né le 7 mars 1977 à Duisbourg), marié le 2 septembre 2011 à Remagen avec Sarah Schneider (née le 28 février 1979 à Kirchen) :
      - Rosa Kunigunde Sophie Amalie Auguste de Saxe (née le 2 mars 2010 à Dresde) ;
      - Frida Erdmuthe Elvira Ludovica Benedicte de Saxe (née le 16 septembre 2011 à Dresde) ;

    - Nils de Saxe (né le 6 novembre 1978 à Duisbourg), marié le 8 novembre 2008 à Moritzburg avec Jedida Taborek (née le 10 octobre 1975 à Dresde) :
      - Moritz Victor Ferdinand Anton de Saxe (né le 21 mars 2009 à Dresde) ;
      - Aurelia Marie Luise Sophie de Saxe (née le 4 mai 2010) ;
      - Felicitas Johanna Mila Eleonore de Saxe (née le 1er juin 2015 à Leipzig) ;

  - Iris Hildegard Sophie Margit Gisela de Saxe (née le 21 septembre 1955) ;
- prince Rupprecht Hubertus Gero Maria de Saxe (Munich, 12 septembre 1925 - Picton, 10 avril 2003). Sans alliance.